# Polizeilicher Staatsschutz
Polizeilicher Staatsschutz ist der Oberbegriff für kriminalpolizeiliche Behördenabteilungen, deren Hauptaufgabe in der Verfolgung und Verhinderung politisch motivierter Straftaten liegt. Abteilungen des polizeilichen Staatsschutzes existieren in Deutschland auf den Ebenen der regionalen Polizeibehörden, der Landeskriminalämter sowie des Bundeskriminalamtes. Der polizeiliche Staatsschutz ist nicht mit dem Verfassungsschutz zu verwechseln und anders als dieser kein Nachrichtendienst. Für den Polizeilichen Staatsschutz in Österreich gibt es eigens das Polizeiliche Staatsschutzgesetz.

## Tätigkeit
Abteilungen des polizeilichen Staatsschutzes finden sich in Deutschland bei regionalen Polizeibehörden, den Landeskriminalämtern sowie dem Bundeskriminalamt. So existieren bei der Polizei Nordrhein-Westfalen beispielsweise an 16 Polizeipräsidien Staatsschutzdienststellen, welche für die Verfolgung aller in ihrem Bezirk begangenen politisch motivierten Delikte zuständig sind. Dabei sind die Dienststellen insbesondere für die Verfolgung der sogenannten echten Staatsschutzdelikte aus den §§ 80–100a StGB verantwortlich. Bei diesen Delikten wie etwa Wahlfälschung nach § 107a StGB ergibt sich die politische Motivation der Tat bereits aus dem Straftatbestand selbst. Allerdings ist der polizeiliche Staatsschutz auch bei anderen Straftatbeständen wie Körperverletzung zuständig, sofern diese aus einer politischen Motivation heraus begangen werden. Bei diesen Delikten spricht man von unechten Staatsschutzdelikten. So wird im Rahmen von Wahlkämpfen der polizeiliche Staatsschutz daher regelmäßig auch wegen beschädigter oder zerstörter Wahlplakate tätig, bei denen es sich um Sachbeschädigungen handelt.
Seit dem Jahr 2001 verwenden die Staatsschutzdienststellen deutschlandweit ein einheitliches „Definitionssystem Politisch motivierte Kriminalität“. Dieses soll sicherstellen, dass die Daten der unterschiedlichen Behörden vergleichbar sind. Der bearbeitende Polizeibeamte muss eine Tat anhand der Kriterien des Definitionssystems einem Phänomenbereich zuordnen und kann hierzu die Kategorien „rechts“, „links“, „ausländische Ideologie“, „religiöse Ideologie“ und „nicht zuzuordnen“ auswählen. Zudem muss er angeben, ob er die Tat als extremistisch einstuft, weil sie sich gegen die freiheitlich-demokratische Grundordnung richtet. Durch diese Einteilung in politisch motivierte Kriminalität und extremistische Kriminalität kommt es zu einer Divergenz zwischen der jährlichen Statistik der Polizei zur politisch motivierten Kriminalität und den Zahlenangaben der Verfassungsschutzberichte. Diese ist dadurch bedingt, dass die Verfassungsschutzberichte nur die Teilmenge der extremistisch eingestuften Taten aufführen.
Der polizeiliche Staatsschutz ist kein Nachrichtendienst und daher nicht für die Aufklärung extremistischer Strukturen zuständig. Dies ist Aufgabe des Verfassungsschutzes, der vom polizeilichen Staatsschutz organisatorisch getrennt ist. Staatsschutzdienststellen verfügen jedoch mitunter über einen Ansprechpartner für die Verfassungsschutzbehörden, um sich mit diesen austauschen zu können.